# Opprikkelateur
Een opprikkelateur, ook wel prikkelateur genoemd, was een gepensioneerde spoorwegbeambte die zich bezighield met het opprikken van (zwerf)afval langs het spoor.

## Geschiedenis
Het beroep is ontstaan nadat de NS afvalproblemen kreeg toen er koffie in treinen werd aangeboden. Passagiers gingen niet altijd even verantwoord om met het weggooien van de kartonnen bekertjes en deze verdwenen dan ook regelmatig uit het raam. Om het spoor toch netjes te houden, werden personen aangesteld om deze bekertjes op te ruimen, dit werd voornamelijk gedaan door (gepensioneerde) spoorwegbeambten.

## Tegenwoordig
Tegenwoordig bestaat dit ambt nog steeds, maar vaak als deel van het takenpakket van een breder inzetbare afvalbestrijdingsmedewerker. ProRail is heden ten dage belast met het opruimen van zwerfvuil rondom het spoor. Tijdens geplande werkzaamheden op trajecten sturen zij mensen om het zwerfafval van het spoor en uit de directe omgeving van het spoor te halen.
Het achterlaten (of dumpen) van zwerfvuil op het spoorterrein is strafbaar. Er worden buitengewone opsporingsambtenaren (milieuopsporingsambtenaren) ingezet om dit te onderzoeken. Als zij de eigenaar achterhalen wordt altijd aangifte gedaan bij de politie.

## Herkomst van de naam
De naam opprikkelateur is een verbastering van het woord opprikken. (Vergelijk met bijvoorbeeld autoreparateur, bioscoopoperateur of computeroperateur.)